# Gurania macrophylla
Gurania macrophylla är en gurkväxtart som beskrevs av Célestin Alfred Cogniaux. Gurania macrophylla ingår i släktet Gurania och familjen gurkväxter. Inga underarter finns listade i Catalogue of Life.